# 玛尔塔·维利奇科
玛尔塔·维利奇科（波蘭語：Marta Wieliczko，1994年10月1日—），波兰女子赛艇运动员。她曾代表波兰参加2020年夏季奥林匹克运动会赛艇比赛，获得女子四人双桨银牌。

## 家庭
母亲马乌戈热塔·德乌热夫斯卡。